# Dékány Vilmos
Dékány Vilmos SchP (Kecskemét, 1925. március 24. – Esztergom, 2000. május 19.) római katolikus pap, piarista szerzetes, esztergomi, majd esztergom-budapesti segédpüspök.

## Pályafutása
A teológiát piarista kispapként kezdte, 1950-től esztergomi egyházmegyésként folytatta. 1953. június 14-én szentelték pappá Budapesten. 1954-ben teológiai doktori címet szerzett.
1954-től káplán volt Esztergom-Szentgyörgymezőn, majd 1957-től a szeminárium prefektusa és teológiai tanár. 1966-tól tiszteletbeli kanonok. 1971-től Zebegényben szolgált, majd 1980-tól Budapest–Középsőferencvárosban volt plébános. 1987-től esperes, 1988-tól főszékesegyházi kanonok. 1988-tól az esztergomi szeminárium rektora.

### Püspöki pályafutása
1988. december 23-án Esztergomi segédpüspökké és Aquae Novae-i címzetes püspökké nevezték ki. Paskai László esztergomi érsek szentelte püspökké Esztergomban, 1989. február 11-én. Püspöki jelmondata: „Ad maius pietatis incrementum” vagyis, egyre mélyebb hívő lelkületet! (Kalazanci Szent József)
Végakarata szerint Kecskeméten, a Kecskeméti Köztemetőben temették el.

## Műve
- A kassai szent vértanúk; összeáll. Dékány Vilmos; Esztergomi Főszékesegyházi Káptalan, Esztergom, 1995

## Elismerések
- Esztergom díszpolgára (1998)